# Aydın Büyükşehir Belediye Spor Kulübü 2018-2019
Questa voce raccoglie le informazioni riguardanti l'Aydın Büyükşehir Belediye Spor Kulübü nelle competizioni ufficiali della stagione 2018-2019.

## Organigramma societario
Area direttiva
- Presidente: Polat Bora Mersin

Area tecnica
- Allenatore: Umut Uysal
- Allenatore in seconda: Haluk Korkmaz
- Scoutman: Emirhan Özkan

## Rosa
| N° | Nome               | Ruolo | Data di nascita   | Nazionalità sportiva |
| -- | ------------------ | ----- | ----------------- | -------------------- |
| 1  | Jineiry Martínez   | C     | 3 dicembre 1997   | Rep. Dominicana      |
| 2  | Erçe Kasapoğlu     | L     | 6 giugno 1996     | Turchia              |
| 3  | Gaila González     | O     | 25 giugno 1997    | Rep. Dominicana      |
| 4  | Ecem Alıcı         | S     | 1º gennaio 1994   | Turchia              |
| 5  | Ceyda Durukan      | C     | 8 aprile 1994     | Turchia              |
| 6  | Buse İnce          | C     | 25 marzo 1993     | Turchia              |
| 7  | Desislava Nikolova | S     | 21 dicembre 1991  | Bulgaria             |
| 8  | Aybüke Özdemir     | C     | 15 giugno 1996    | Turchia              |
| 9  | Ezgi Akyaldız      | S     | 25 maggio 1998    | Turchia              |
| 10 | Seda Türkkan       | P     | 12 giugno 1984    | Turchia              |
| 11 | Ceyda Demirhan     | C     | 17 gennaio 1992   | Turchia              |
| 12 | Gözde Dal          | C     | 21 marzo 1988     | Turchia              |
| 15 | Dar'ja Chmil       | P     | 13 settembre 1983 | Turchia              |
| 16 | Sedef Sazlıdere    | L     | 7 luglio 1992     | Turchia              |
| 17 | Fulden Ural        | S     | 3 gennaio 1991    | Turchia              |
| 18 | Duygu Düzceler     | P     | 6 aprile 1990     | Turchia              |
| 20 | Brayelin Martínez  | S     | 11 settembre 1996 | Rep. Dominicana      |

## Risultati

### Sultanlar Ligi

#### Girone di andata
| 1ª giornata - 3 novembre 2018 Mimar Sinan Kapalı Spor Salonu, Aydın   | Aydın BB    | 3 - 0 | Türk Hava Yolları | 25-22, 25-20, 25-22              |
| 2ª giornata - 6 novembre 2018 Anafartalar Spor Salonu, Çanakkale      | Çanakkale   | 0 - 3 | Aydın BB          | 15-25, 19-25, 26-28              |
| 3ª giornata - 10 novembre 2018 Mimar Sinan Kapalı Spor Salonu, Aydın  | Aydın BB    | 3 - 0 | Karayolları       | 25-15, 25-21, 25-13              |
| 4ª giornata - 21 novembre 2018 Burhan Felek Spor Salonu, Istanbul     | Beşiktaş    | 3 - 0 | Aydın BB          | 25-22, 25-23, 25-14              |
| 5ª giornata - 17 novembre 2018 Mimar Sinan Kapalı Spor Salonu, Aydın  | Aydın BB    | 0 - 3 | VakıfBank         | 13-25, 18-25, 21-25              |
| 6ª giornata - 24 novembre 2018 Burhan Felek Spor Salonu, Istanbul     | Galatasaray | 3 - 0 | Aydın BB          | 25-17, 25-17, 25-15              |
| 7ª giornata - 1º dicembre 2018 Burhan Felek Spor Salonu, Istanbul     | Fenerbahçe  | 3 - 0 | Aydın BB          | 25-15, 25-20, 27-25              |
| 8ª giornata - 8 dicembre 2018 Mimar Sinan Kapalı Spor Salonu, Aydın   | Aydın BB    | 2 - 3 | Nilüfer           | 25-19, 20-25, 25-15, 15-25, 7-15 |
| 9ª giornata - 15 dicembre 2018 Başkent Voleybol Salonu, Ankara        | Halkbank    | 0 - 3 | Aydın BB          | 23-25, 21-25, 20-25              |
| 10ª giornata - 22 dicembre 2018 Mimar Sinan Kapalı Spor Salonu, Aydın | Aydın BB    | 2 - 3 | Beylikdüzü Vİ     | 25-17, 12-25, 25-23, 15-25, 6-15 |
| 11ª giornata - 25 dicembre 2018 Eczacıbaşı Spor Salonu, Istanbul      | Eczacıbaşı  | 3 - 1 | Aydın BB          | 25-6, 25-18, 20-25, 25-11        |

#### Girone di ritorno
| 12ª giornata - 13 gennaio 2019 Burhan Felek Spor Salonu, Istanbul      | Türk Hava Yolları | 3 - 1 | Aydın BB    | 27-29, 25-20, 25-13, 29-27        |
| 13ª giornata - 16 gennaio 2019 Mimar Sinan Kapalı Spor Salonu, Aydın   | Aydın BB          | 2 - 3 | Çanakkale   | 23-25, 25-14, 25-11, 19-25, 12-15 |
| 14ª giornata - 20 gennaio 2019 Başkent Voleybol Salonu, Ankara         | Karayolları       | 2 - 3 | Aydın BB    | 16-25, 19-25, 25-23, 27-25, 13-15 |
| 15ª giornata - 27 gennaio 2019 Mimar Sinan Kapalı Spor Salonu, Aydın   | Aydın BB          | 1 - 3 | Beşiktaş    | 25-22, 22-25, 15-25, 18-25        |
| 16ª giornata - 30 gennaio 2019 VakıfBank Spor Sarayı, Istanbul         | VakıfBank         | 3 - 1 | Aydın BB    | 25-22, 25-14, 23-25, 25-11        |
| 17ª giornata - 3 febbraio 2019 Mimar Sinan Kapalı Spor Salonu, Aydın   | Aydın BB          | 1 - 3 | Galatasaray | 25-18, 18-25, 19-25, 18-25        |
| 18ª giornata - 10 febbraio 2019 Mimar Sinan Kapalı Spor Salonu, Aydın  | Aydın BB          | 2 - 3 | Fenerbahçe  | 19-25, 25-17, 11-25, 28-26, 9-15  |
| 19ª giornata - 17 febbraio 2019 Cengiz Göllü Kapalı Spor Salonu, Bursa | Nilüfer           | 3 - 0 | Aydın BB    | 25-18, 25-18, 25-20               |
| 20ª giornata - 23 febbraio 2019 Mimar Sinan Kapalı Spor Salonu, Aydın  | Aydın BB          | 3 - 0 | Halkbank    | 25-20, 26-24, 25-19               |
| 21ª giornata - 3 marzo 2019 Beylikdüzü Spor Salonu, Istanbul           | Beylikdüzü Vİ     | 3 - 1 | Aydın BB    | 21-25, 25-23, 25-12, 25-15        |
| 22ª giornata - 9 marzo 2019 Mimar Sinan Kapalı Spor Salonu, Aydın      | Aydın BB          | 0 - 3 | Eczacıbaşı  | 16-25, 16-25, 13-25               |

#### Play-out
| 1ª giornata - 6 aprile 2019 Cengiz Göllü Kapalı Spor Salonu, Bursa  | Aydın BB    | 3 - 1 | Çanakkale   | 25-15, 25-21, 23-25, 25-16        |
| 2ª giornata - 7 aprile 2019 Cengiz Göllü Kapalı Spor Salonu, Bursa  | Halkbank    | 1 - 3 | Aydın BB    | 18-25, 25-17, 20-25, 14-25        |
| 3ª giornata - 8 aprile 2019 Cengiz Göllü Kapalı Spor Salonu, Bursa  | Karayolları | 3 - 0 | Aydın BB    | 25-19, 25-13, 25-19               |
| 4ª giornata - 16 aprile 2019 Cengiz Göllü Kapalı Spor Salonu, Bursa | Çanakkale   | 3 - 2 | Aydın BB    | 24-26, 25-19, 10-25, 25-21, 17-15 |
| 5ª giornata - 17 aprile 2019 Cengiz Göllü Kapalı Spor Salonu, Bursa | Aydın BB    | 3 - 2 | Halkbank    | 25-22, 19-25, 28-30, 25-23, 15-8  |
| 6ª giornata - 18 aprile 2019 Cengiz Göllü Kapalı Spor Salonu, Bursa | Aydın BB    | 1 - 3 | Karayolları | 20-25, 25-22, 22-25, 18-25        |

### Coppa di Turchia

#### Fase a eliminazione diretta
| Ottavi di finale (andata) - 19 febbraio 2019 Mimar Sinan Kapalı Spor Salonu, Aydın | Aydın BB    | 2 - 3 | Karayolları | 24-26, 25-22, 18-25, 25-21, 11-15 |
| Ottavi di finale (ritorno) - 13 marzo 2019 Başkent Voleybol Salonu, Ankara         | Karayolları | 0 - 3 | Aydın BB    | 16-25, 25-27, 22-25               |
| Quarti di finale - 22 marzo 2019 İzmir Atatürk Spor Salonu, Smirne                 | Galatasaray | 3 - 2 | Aydın BB    | 25-18, 22-25, 21-25, 25-15, 15-8  |

### Challenge Cup

#### Fase a eliminazione diretta
| Sedicesimi di finale (andata) - 28 novembre 2018 Burhan Felek Spor Salonu, Istanbul    | Beşiktaş        | 3 - 1 | Aydın BB        | 25-22, 25-19, 19-25, 25-13            |
| Sedicesimi di finale (ritorno) - 5 dicembre 2018 Mimar Sinan Kapalı Spor Salonu, Aydın | Aydın BB        | 3 - 0 | Beşiktaş        | 25-20, 25-20, 25-20 Golden set: 15-12 |
| Ottavi di finale (andata) - 19 dicembre 2018 Mimar Sinan Kapalı Spor Salonu, Aydın     | Aydın BB        | 3 - 0 | Hermes Oostende | 25-18, 25-15, 27-25                   |
| Ottavi di finale (ritorno) - 23 gennaio 2019 Mister V-Arena, Oostende                  | Hermes Oostende | 2 - 3 | Aydın BB        | 25-22, 19-25, 18-25, 25-21, 12-15     |
| Quarti di finale (andata) - 6 febbraio 2019 Dappos-Dimotikos Athlitikos, Santorini     | Thīras          | 2 - 3 | Aydın BB        | 16-25, 25-17, 15-25, 25-23, 10-15     |
| Quarti di finale (ritorno) - 13 febbraio 2019 Mimar Sinan Kapalı Spor Salonu, Aydın    | Aydın BB        | 3 - 0 | Thīras          | 25-16, 25-15, 25-19                   |
| Semifinali (andata) - 27 febbraio 2019 Športna dvorana, Nova Gorica                    | Gorica          | 2 - 3 | Aydın BB        | 25-19, 25-27, 23-25, 25-16, 8-15      |
| Semifinali (ritorno) - 6 marzo 2019 Mimar Sinan Kapalı Spor Salonu, Aydın              | Aydın BB        | 3 - 1 | Gorica          | 25-14, 20-25, 25-22, 25-19            |
| Finale (andata) - 20 marzo 2019 Mimar Sinan Kapalı Spor Salonu, Aydın                  | Aydın BB        | 0 - 3 | Pro Victoria    | 15-25, 23-25, 17-25                   |
| Finale (ritorno) - 27 marzo 2019 Palazzetto dello Sport, Monza                         | Pro Victoria    | 3 - 1 | Aydın BB        | 25-20, 17-25, 25-22, 25-15            |

## Statistiche

### Statistiche di squadra
| Competizione     | Punti | In casa | In casa | In casa | In trasferta | In trasferta | In trasferta | Totale | Totale | Totale |
| Competizione     | Punti | G       | V       | P       | G            | V            | P            | G      | V      | P      |
| ---------------- | ----- | ------- | ------- | ------- | ------------ | ------------ | ------------ | ------ | ------ | ------ |
| Sultanlar Ligi   | 30,3  | 11      | 3       | 8       | 11           | 3            | 8            | 28     | 9      | 19     |
| Coppa di Turchia | -     | 1       | 0       | 1       | 0            | 0            | 0            | 3      | 1      | 2      |
| Challenge Cup    | -     | 5       | 4       | 1       | 5            | 3            | 2            | 10     | 7      | 3      |
| Totale           | -     | 17      | 7       | 10      | 16           | 6            | 10           | 41     | 17     | 24     |

G = partite giocate; V = partite vinte; P = partite perse

### Statistiche dei giocatori
| Giocatore    | Campionato | Campionato | Campionato | Campionato | Campionato | Coppa di Turchia | Coppa di Turchia | Coppa di Turchia | Coppa di Turchia | Coppa di Turchia | Challenge Cup | Challenge Cup | Challenge Cup | Challenge Cup | Challenge Cup | Totale | Totale | Totale | Totale | Totale |
| Giocatore    | P          | PT         | AV         | MV         | BV         | P                | PT               | AV               | MV               | BV               | P             | PT            | AV            | MV            | BV            | P      | PT     | AV     | MV     | BV     |
| ------------ | ---------- | ---------- | ---------- | ---------- | ---------- | ---------------- | ---------------- | ---------------- | ---------------- | ---------------- | ------------- | ------------- | ------------- | ------------- | ------------- | ------ | ------ | ------ | ------ | ------ |
| E. Akyaldız  | 22         | 96         | 65         | 18         | 13         | 2                | 6                | 5                | 0                | 1                | 3             | 2             | 2             | 0             | 0             | 27     | 104    | 72     | 18     | 14     |
| E. Alıcı     | 15         | 76         | 63         | 2          | 11         | 1                | 12               | 12               | 0                | 0                | 4             | 8             | 7             | 1             | 0             | 20     | 96     | 82     | 3      | 11     |
| D. Chmil     | 15         | 27         | 22         | 3          | 2          | 2                | 12               | 10               | 1                | 1                | 8             | 13            | 10            | 3             | 0             | 25     | 52     | 42     | 7      | 3      |
| G. Dal       | 19         | 95         | 52         | 30         | 13         | 1                | 3                | 2                | 1                | 0                | 9             | 33            | 14            | 14            | 5             | 29     | 131    | 68     | 45     | 18     |
| C. Demirhan  | 12         | 10         | 6          | 0          | 4          | 2                | 1                | 0                | 0                | 1                | 5             | 9             | 5             | 2             | 2             | 19     | 20     | 11     | 2      | 7      |
| C. Durukan   | 8          | 40         | 24         | 14         | 2          | 3                | 23               | 14               | 8                | 1                | 2             | 1             | 0             | 1             | 0             | 13     | 64     | 38     | 23     | 3      |
| D. Düzceler  | 24         | 34         | 7          | 6          | 21         | 3                | 3                | 0                | 0                | 3                | 10            | 21            | 6             | 2             | 13            | 37     | 58     | 13     | 8      | 37     |
| G. González  | 26         | 375        | 317        | 23         | 35         | 2                | 31               | 25               | 4                | 2                | 10            | 136           | 117           | 13            | 6             | 38     | 542    | 459    | 40     | 43     |
| B. İnce      | 0          | 0          | 0          | 0          | 0          | 0                | 0                | 0                | 0                | 0                | -             | -             | -             | -             | -             | 0      | 0      | 0      | 0      | 0      |
| E. Kasapoğlu | 18         | 1          | 1          | 0          | 0          | 3                | 0                | 0                | 0                | 0                | 8             | 0             | 0             | 0             | 0             | 29     | 0      | 0      | 0      | 0      |
| B. Martínez  | 24         | 373        | 329        | 31         | 13         | 2                | 34               | 29               | 3                | 2                | 10            | 196           | 172           | 19            | 5             | 36     | 603    | 530    | 53     | 20     |
| J. Martínez  | 25         | 208        | 141        | 43         | 24         | 2                | 24               | 18               | 5                | 1                | 10            | 104           | 59            | 20            | 25            | 37     | 336    | 218    | 68     | 50     |
| D. Nikolova  | 23         | 115        | 93         | 7          | 15         | 3                | 25               | 22               | 1                | 2                | 10            | 107           | 91            | 8             | 8             | 36     | 247    | 206    | 16     | 25     |
| A. Özdemir   | 14         | 44         | 24         | 16         | 4          | 1                | 3                | 2                | 1                | 0                | 2             | 5             | 4             | 1             | 0             | 17     | 52     | 30     | 18     | 4      |
| S. Sazlıdere | 25         | 0          | 0          | 0          | 0          | 2                | 0                | 0                | 0                | 0                | 10            | 0             | 0             | 0             | 0             | 37     | 0      | 0      | 0      | 0      |
| S. Türkkan   | 24         | 47         | 16         | 7          | 24         | 2                | 3                | 1                | 0                | 2                | 9             | 14            | 7             | 3             | 4             | 35     | 64     | 24     | 10     | 30     |
| F. Ural      | 9          | 58         | 50         | 4          | 4          | 1                | 9                | 6                | 2                | 1                | 1             | 0             | 0             | 0             | 0             | 11     | 67     | 56     | 6      | 5      |

P = presenze; PT = punti totali; AV = attacchi vincenti; MV = muri vincenti; BV = battute vincenti